# Пројекција (психологија)
Пројекција је један од најпознатијих механизама одбране. Састоји се од тежњи и склоности особе да своје жеље, импулсе или садржаје подсвести који нису прихватљиви за сопствени его, пројектује на друге особе приписујући им сличне особине. Код неких професионалаца, пројекција је изражена тако да врши скривени притисак на клијента, ради изазивања промене или стварања осећања кривице.